# أنتوني باربوسا
أنتوني باربوسا (13 يوليو 1989 في الهند - ) هو لاعب كرة قدم هندي في مركز الوسط. لعب مع نادي تشرتشل براذرز ونادي سالغاوكار.

## وصلات خارجية
- أنتوني باربوسا على موقع قاعدة بيانات كرة القدم.إي يو (الإنجليزية)